# Useless ID
Useless ID est un groupe israélien de pop punk, originaire d'Haïfa.

## Histoire
Le groupe est formé fin 1994. Le premier concert a lieu en janvier 1995 dans un petit village près de Tel Aviv-Jaffa. Au cours des cinq premières années, le groupe publie ses premiers albums en auto-édition et fait plusieurs tournées, dont cinq rien qu'en Amérique du Nord. Les sorties ont lieu sur le label du groupe, Falafel Records, nommé d'après le plat préféré des membres. En 1999, Kris Roe de The Ataris invite le groupe pour un split qui est publié sur Kung Fu Records. Les albums Bad Story Happy Ending (produit par Kris Roe), No Vacation from the World et Redemption sortent ensuite sous ce label en 2001, 2003 et 2005. En 2004, le groupe apparait avec la chanson State of Fear sur le CD sampler Rock Against Bush Vol 2. En 2006, le premier DVD du groupe sort.
Après l'album The Lost Broken Bones, enregistré en janvier et février 2008 au Blasting Room par Bill Stevenson et Jason Livermore, et un album de 2010 en collaboration avec Muki de Shabak Samech, le groupe signe un contrat avec Fat Wreck Chords, chez qui l'album Symptoms sort en 2012. La même année, Useless ID accompagne, en alternance avec Broilers et Royal Republic, Die Toten Hosen lors de leur tournée Ballast-der-Republik. Au cours de sa carrière, le groupe s'est produit au Japon, en Chine, en Biélorussie et en Serbie, entre autres, et joue avec des groupes comme NOFX, The Vandals et No Use for a Name.

## Style musical
purerock.de a trouvé que le groupe sonnait comme s'il avait « grandi directement en Californie aux côtés de grands noms comme NOFX et Bad Religion » et qu'il proposait un « melody-core joyeux, parfois même légèrement mélancolique ». Dans l'interview, Ishay Berger indique que le groupe était influencé par des groupes comme MxPx, Elvis Costello, Midtown et Bad Religion pour l'écriture de ses chansons. Useless ID est également influencé par le reggae, entre autres. Bad Story Happy Ending parle principalement de relations ratées, car les membres de l'ensemble des chansons traitent principalement d'expériences qu'ils ont vécues récemment. Pour Symptoms, Yotam Ben-Horin a, selon fatwreck.com, écouté exclusivement Hüsker Dü.
Dans une interview avec Joachim Hiller du Ox-Fanzine, Berger déclare que les membres aimaient entre autres des groupes comme Lagwagon, Lifetime, Econochrist, Spitboy, Sicko et Parasites. Au début, ils sont influencés par Antisect, Conflict, Crass, Flux et Subhumans et plus tard par Black Flag et Minor Threat. Dans le même numéro, Hiller fait une critique de l'album Dead's Not Punk et qualifie la musique de hardcore mélodique qui va dans la direction de J Church. Les mélodies sont hymniques et mélancoliques. Randy Flame classe l'album Bad Story, Happy Ending dans la catégorie pop punk, qui est variée au niveau du chant et de la mélodie. Deux ans plus tard, Hiller critique l'album No Vacation from the World. Seul le titre du disque peut être interprété comme politique. La musique est du hardcore mélodique qui rappelle Lagwagon et No Use for a Name. L'album Redemption fait également l'objet d'une critique par Hiller, qui a qualifié la musique de « punk rock super mélodique ». Sur presque chaque disque, il y a un commentaire « sur la situation politique difficile en Israël », qui prend ici la forme des paroles de la chanson State of Fear. En outre, l'album contiendrait du « old school sugar pop punk [m]élancolique », comparable aux anciennes œuvres de Green Day et Lagwagon.
Zahni Müller, du même fanzine, trouve que The Lost Broken Bones proposait un « emo rock ». Les chansons seraient particulièrement marquées par les mélodies et le chant. Alors que sur l'album précédent, le groupe sonnait comme Blink-182, Lagwagon et Green Day, l'influence du rock a fortement augmenté et le groupe semble plus mature. En 2015, André Hertel fait une critique de la réédition de l'album et constate qu'il sonnait encore plus harmonieux et plus rond. Le groupe a l'air d'être le digne successeur de No Use for a Name. Mais The Ataris et Rise Against pourraient également servir de comparaison. Dans l'ensemble, il s'agirait d'un « [e]xtrêmement mélodieux, puissant, hymnique et techniquement impeccable, du punk rock de la côte ouest. »

## Discographie

### Albums studio
- 1997 : Dead's Not Punk (Falafel Records/Yo-Yo Records)
- 1999 : Get in the Pita Bread Pit (Falafel Records)
- 2001 : Bad Story, Happy Ending (Kung Fu Records)
- 2003 : No Vacation From the World (Kung Fu Records)
- 2005 : Redemption (Kung Fu Records)
- 2008 : The Lost Broken Bones (Suburban Home Records)
- 2012 : Symptoms (Fat Wreck Chords)
- 2016 : State is Burning (Fat Wreck Chords)

### EP et splits
- 1995 : Demo (Hashsub) (Falafel Records)
- 1995 : Room of Anger (Falafel Records)
- 1997 : Split avec All You Can Eat (Farmhouse Records)
- 1998 : Split vec Spyhole (Yo-Yo Records)
- 2000 : Split avec Tagtraum (Vitaminepillen Records)
- 2000 : Let It Burn, split avec The Ataris (Kung Fu Records/Yo-Yo Records)
- 2003 : Split avec Man Alive (Dying Is Deadly Records)
- 2004 : Attack of the B-Killers, split avec Man Alive, Yidcore et Atom and His Package (Boomtown/MGM)
- 2010 : Muki & Useless ID (Hatav Hashmini)
- 2016 : We Don't Want the Airwaves (Fat Wreck Chords)
- 2018 : Split with Topsy Turvy's (Jerkoff Records/Ratgirl Records)
- 2018 : Among Other Zeros and Ones (split avec Tarakany!, Jerkoff Records/Ratgirl Records)
- 2019 : 7 Hits From Hell (Fat Wreck Chords)

### Compilations
- 2011 : The Lost Broken Tunes: Vol. 1
- 2011 : The Lost Broken Tunes: Vol. 2
- 2021 : Most Useless Songs (Fat Wreck Chords)

### Contributions
- 1996 : Breaking the Cultural Curfew avec le morceau Is It Right (Beer City Records)
- 1998 : No Fate Vol. IV avec le morceau Something (H.G. Fact Records)
- 1999 : Short Music for Short People avec le morceau Too Bad You Don't Get It (Fat Wreck Chords)
- 2000 : You Call This Music?! Volume 1 avec le morceau Lonely Heart (Geykido Comet Records)
- 2004 : Rock Against Bush, Vol. 2 avec le morceau State of Fear (Fat Wreck Chords)
- 2008 : Avoda Ivrit (Hebrew Work) avec le morceau Lu Hayiti Pirat

### DVD
- 2006 - Ratfaces Home Videos Presents Useless ID